# Грищинцы
Грищинцы (укр. Грищинці) — село в Каневском районе Черкасской области Украины. Стоит на реке Грищенка.
Население по переписи 2001 года составляло 644 человека. Занимает площадь 2,46 км². Почтовый индекс — 19015. Телефонный код — 4736.

## Местный совет
19015, Черкасская обл., Каневский р-н, с. Грищинцы

## История
Село было в составе Пшеничниковской волости Каневского уезда Киевской губернии. В селе Грищинцы была Троицкая церковь. Священнослужители Троицкой церкви:
- 1799 — священник Илья Антонович Сташевский
- 1875 — священник Никита Терлецкий